# Baraki
Baraki là một đô thị thuộc tỉnh Alger, Algérie. Dân số thời điểm năm 2002 là 95.247 người.